# My Schizophrenic Life
My Schizophrenic Life: The Road to Recovery from Mental Illness (Mi vida esquizofrénica: el camino hacia la recuperación de una enfermedad mental) es una autobiografía de 2010 de la artista canadiense Sandra Yuen MacKay. Publicado por Bridgeross Communications, el libro es un relato en primera persona de la vida de MacKay, especialmente después de su diagnóstico temprano de esquizofrenia paranoide. Posteriormente diagnosticada con trastorno esquizoafectivo, MacKay relata su infancia, su asistencia a la universidad, su historia laboral, su matrimonio, su arte y las alucinaciones y hospitalizaciones como resultado de su enfermedad mental. El libro concluye con la autora reconociendo que su enfermedad no es una «sentencia de cadena perpetua». My Schizophrenic Life recibió elogios de los críticos por alentar la esperanza de recuperación entre los enfermos mentales, aunque un crítico calificó el estilo de escritura del libro de inconexo.

## Autora y antecedentes
La autora del libro es Sandra Yuen MacKay, artista y escritora radicada en Vancouver, Columbia Británica, Canadá. Se graduó del Langara College con un diploma en Bellas Artes, y más tarde completó una Licenciatura en Historia del Arte en la Universidad de Columbia Británica. Sus escritos han sido publicados en The Prairie Journal, The Bulletin y Front Magazine.: 207–208  MacKay escribió un borrador del libro en seis meses; ciertos extractos incluidos en el libro fueron publicados previamente en The Bulletin. Estos extractos fueron ligeramente editados para el libro.: 13 
Bridgeross Communications publicó Mi vida esquizofrénica en 2010.

## Resumen de la trama
El libro relata la infancia de MacKay, su asistencia a la universidad, su historia laboral, su matrimonio, su arte y sus alucinaciones y hospitalizaciones como consecuencia de su enfermedad mental. MacKay creció en Vancouver y tuvo una infancia normal, pero en la escuela secundaria se sintió cada vez más inadecuado y tímido.: 14–15  Experimentó apatía y poca capacidad para relacionarse socialmente, pero afirmó que esto podría atribuirse al comportamiento promedio de los adolescentes.: 15–16 
Las alucinaciones olfativas, auditivas y visuales comenzaron en el noveno grado para MacKay,: 18–19, 23  Según afirmó, desarrolló una relación con la voz imaginaria de una compañera de clase popular.: 26  Su higiene se deterioró porque creía que la espiaban en la ducha. Ella llevaba la misma ropa todos los días,: 29  y pensó en envenenar la comida de su familia con polvos de limpieza.: 32  Después de que ella destrozó su casa y se negó a tomar medicamentos,: 33–34  la llevaron a la sala psiquiátrica de un hospital,: 39  donde recibió una inyección de haloperidol y un diagnóstico de esquizofrenia paranoide.: 40–41 
Ahora, en un pabellón psiquiátrico diferente, MacKay fue agredida sexualmente por otro paciente,: 49  pero fue puesto en libertad bajo supervisión de un psiquiatra.: 51–52  Un conocido, Greg, le pidió a MacKay una cita y ella aceptó.: 80  Se graduó de la escuela secundaria,: 81  y asistió,: 83  y se graduó de un colegio comunitario con un diploma de Bellas Artes.: 90  Inmediatamente después se matriculó en una universidad con una beca del gobierno para estudiar historia del arte.: 90  Señala que su capacidad de concentración se vio afectada por los medicamentos y por «manía, depresión y delirios».: 92  Se graduó de la universidad, aunque tardó más que otros estudiantes.: 96–97 
Comenzó a trabajar en el estudio de arquitectura de su padre.: 112  Se casó con Greg,: 121  y pasó de ver a un psiquiatra individual a ver a un equipo de salud mental, compuesto por un psiquiatra, administradores de casos, enfermeras y personal de apoyo, además de otros.: 134  Fue readmitida en un pabellón psiquiátrico alrededor del otoño de 1997,: 147  pero fue dada de alta dos semanas después.: 149 
MacKay comenzó a dar discursos públicos; en uno de ellos, un orador que la precedía repasó las causas de la esquizofrenia.: 191  Señaló que tenía varios amigos, un contraste con años atrás, cuando no tenía ninguno.: 195  Para enfrentar el estigma, MacKay sugiere ignorarlo o enfrentarlo asertivamente.: 198  En el capítulo final, «Reflexiones», MacKay afirma la importancia de la esperanza para quienes padecen enfermedades mentales y destaca la importancia de la comprensión para su bienestar mental.: 202–203  El libro concluye con la autora reconociendo que su enfermedad no es una «cadena perpetua».: 205 

## Recepción
My Schizophrenic Life recibió críticas positivas en varias publicaciones. En Psychiatric Services, la profesora de psiquiatría Kathleen Crapanzano afirmó que, además de las descripciones de la psicosis de la autora, sus reflexiones finales fueron las que hicieron que el libro fuera «particularmente notable» y calificó la escritura de MacKay de sencilla pero alejada de sus pensamientos privados. Afirmó que aquellos que buscaban esperanza en la recuperación se beneficiarían del libro. De manera similar, en una reseña para The Canadian Journal of Occupational Therapy, Paulette Guitard afirmó que My Schizophrenic Life transmitía esperanza de recuperación. En Library Journal, Lynne F. Maxwell, de la biblioteca de la Facultad de Derecho de la Universidad de Villanova, calificó el libro de increíblemente convincente, aunque inconexo y con necesidad de un editor. El libro también recibió una reseña en la revista canadiense Geist por Patty Osborne.